# Anders Eljas
Anders Erik Gillis Eljas, född 15 januari 1953 i Oscars församling i Stockholm, är en svensk kompositör, arrangör, ackompanjatör och kapellmästare som lärde sig pianospelets grunder av stumfilmspianisten Gullan Landberg. Han genomgick kommunal musikskola, där han i första hand studerade piano men också violin som andra instrument, och tog musiklärarexamen vid Kungliga Musikhögskolan i Stockholm. 

## Biografi
Under ett jobb hösten 1975 som kapellmästare för kabarén AlexCab på nattklubben Alexandras, träffade Eljas operasångerskan Kjerstin Dellert och blev hennes personliga ackompanjatör. Året därefter genomförde han sin första folkparksturné med Björn Skifs. Här mötte han Claes af Geijerstam vilket ledde till hans medverkan som keyboardist vid Abba:s Europa- och Australienturné 1977. Under senare delen av 1970-talet skrev Eljas så kallade "påläggsarrangemang" till många av dåtidens grammofoninspelningar med olika svenska artister. Han turnerade även då, samt i början av 1980-talet, med ett flertal folkkära artister såsom Lasse Berghagen, Skifs, Magnus Uggla, Dellert och Lill-Babs. 
Eljas var en tid anställd som deltidsproducent vid CBS Records som senare blev Sony Music. Där producerade han bland annat Den ljusnande framtid är vår med Magnus Uggla. År 1983 engagerades han av låtskrivarduon Björn Ulvaeus och Benny Andersson för att arrangera och orkestrera musikalen Chess. Detta ledde till en skivinspelning med London Symphony Orchestra samt en turné i fem huvudstäder i Europa. År 1985 omsattes musiken och Eljas arbetade med bland andra regissörerna Michael Bennett och Trevor Nunn. År 1987 dirigerade Eljas de två musikalerna Chess och Carrie parallellt på Broadway. 
Under slutet av 1980-talet samt början av 1990 ägnade sig Eljas åt att dirigera musikaler. Från 1978 till 1995 anlitades han ofta av Sveriges Television som kapellmästare vid ett flertal musikshower. Han skrev då musiken till TV-piraterna. 
Vid ett radioprogram 1985 Våra viskungar, lett av Bengt Haslum, fick Eljas arbeta även med Povel Ramel med vilken han sedan gjorde ett flertal shower som Tingel Tangel på Tyrol, Knäpp igen och Kolla klotet, ett samarbete som höll i sig fram till Ramels död 2007. Ramel och Eljas samarbetade i ett flertal konsertprogram och vid två skivinspelningar. Eljas syntes och regelbundet bland de tävlande kändisarna i tv i Gäster med gester.
År 1995 var Eljas huvudansvarig för arrangemangen och orkestreringen av Kristina från Duvemåla där han själv ansvarade för 65–75 % och Olov Helge och andra arrangörer för resten. 
I september 2009 dirigerade Eljas BBC:s symfoniorkester inför en publik på cirka 36 000 personer i Hyde Park i London. Vid konserten medverkade bland andra Chaka Khan, Jamie Cullum, Kylie Minogue, Lulu, BAO, och Elaine Paige.
Anders Eljas var 1984–2002 gift med skådespelerskan Bibbi Unge, med vilken han har sonen Joakim. Han bor sedan 2010 i Norge tillsammans med artisten Wenche Myhre.

## Priser och utmärkelser
- 2016 – Litteris et Artibus

## Filmografi
- 1977 – Abba – the Movie (musiker)

### Filmmusik
- 1987 – Mio min Mio

## Teater

### Musikaler
- 1984 – Chess (arrangör/orkestrering)
- 1995 – Kristina från Duvemåla (orkestrering)

### Roller
- 2008 – Medverkande i En strut karameller – En hyllningsföreställning till Povel Ramel, regi Lotta Ramel, Vasateatern[3]